# EWK-23-Gruppe
Die EWK-23-Gruppe umfasste die dreiundzwanzig wichtigsten Handelspartner der Eurozone. Mittlerweile umfasst sie nur noch 20 Länder, die aber nicht vollständig der unten aufgeführten Liste ohne die neuen Euro-Staaten Slowakei und Slowenien entsprechen.
Für die Währungen dieser Länder wird der effektive Wechselkurs des Euros von der Europäischen Zentralbank berechnet.
Analog gibt es auch die EWK-42-Gruppe, die die zweiundvierzig wichtigsten Handelspartner der Eurozone umfasst.

## Liste der Länder
Die EWK-23-Gruppe umfasste die folgenden Länder:
- Australien
- Volksrepublik China
- Dänemark
- Estland
- Hongkong
- Japan
- Kanada
- Lettland
- Litauen
- Malta
- Norwegen
- Polen
- Schweden
- Schweiz
- Singapur
- Slowakei
- Slowenien
- Südkorea
- Tschechien
- Ungarn
- Vereinigtes Königreich
- Vereinigte Staaten
- Zypern